# Tilloforma moestula
Tilloforma moestula là một loài bọ cánh cứng trong họ Cerambycidae.